# Matança de policies a Dallas de 2016

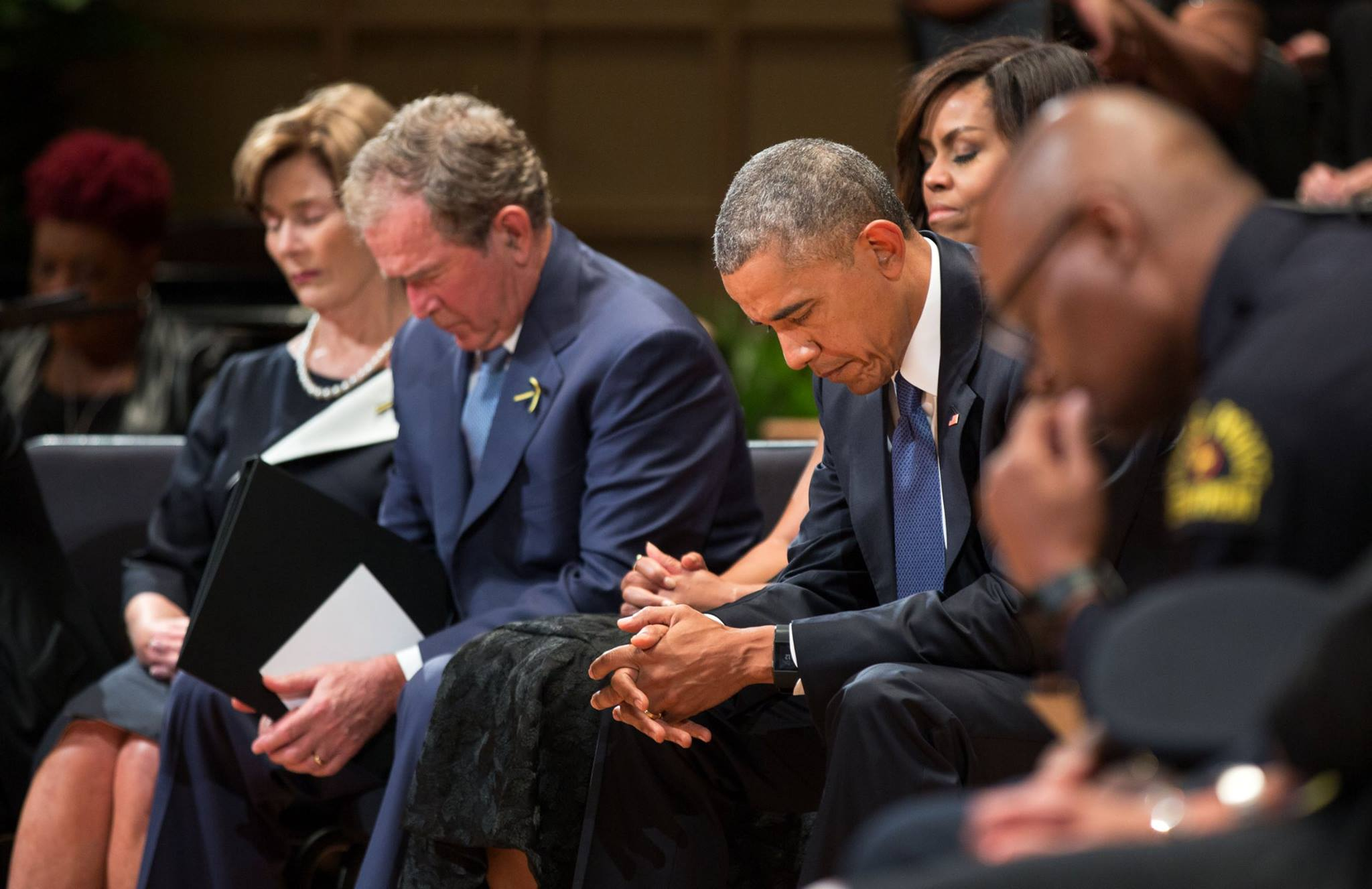
Fotografia de l'acte en memòria als agents. A la imatge els presidents George Walker Bush i Barack Obama amb les seves esposes.

La Matança de policies a Dallas de 2016 tingué lloc el 7 de juliol de 2016 quan 11 agents de policia van ser blanc d'un atemptat a Dallas, a l'Estat de Texas dels Estats Units d'Amèrica, com a conseqüència d'un tiroteig esdevingut durant una manifestació. Cinc policies van morir, dels quals dos eren membres del departament de policia de Dallas i un altre era agent del DART (Dallas Area Rapid Transit, societat de transport urbà de Dallas). Sis altres policies van resultar ferits.
El cap de policia de Dallas, David Brown, va anunciar la tarda del 7 de juliol que les autoritats consideraven que hi havia dos sospitosos, descrits com a franctiradors que disparaven des d'una posició elevada. El tiroteig va tenir lloc al Belo Garden Park, un parc públic de Dallas, que està a menys de 500 metres del Belo Garden Park, lloc on van assassinar Kennedy.

## Context
Aquest tiroteig va tenir lloc durant una de les diverses manifestacions pacífiques, en reacció per la mort de dos Afroamericans estatunidencs morts per policies, la mort d'Arton Sterling el 5 de juliol de 2016 a Baton Rouge a Louisiana i la mort de Philando Castile el 6 de juliol de 2016 a Falcon Heights a Minnesota. Un dels franctiradors va declarar a la policia la seva intenció de voler matar policies blancs.

## Visita del President Obama a Espanya
Per raó dels esdeveniments, el President Obama va haver d'escurçar, a tan sols 24 hores, la durada prevista per a la seva Visita a Espanya, excloent el seu pas per Sevilla, però mantenint les cites a Madrid i la Base Naval de Rota, per així viatjar abans a Dallas, fent escala a Washington.